# The Aquatope on White Sand
The Aquatope on White Sand (jap. 白い砂のアクアトープ Shiroi Suna no Akuatōpu; podtytuł The Two Girls Met in the Ruins of Damaged Dream) – japońska seria anime wyprodukowana przez studio P.A. Works, zadebiutowała w lipcu 2021 roku. 

## Fabuła
Akcja anime dzieje się w Nanjō w prefekturze Okinawa. Opowiada ono historię dwóch dziewczyn: Kukuru Misakino, której marzeniem jest pracować w publicznym akwarium, oraz Fūki Miyazawy, idolki z Tokio, która zrezygnowała ze swojej pozycji i wyruszyła do Okinawy w poszukiwaniu czegoś nowego. 

## Bohaterowie

### Główni
Kukuru Misakino (jap. 海咲野 くくる Misakino Kukuru)
Seiyū: Miku Itō 
Licealistka pracująca w akwarium Gama Gama jako zastępczyni dyrektora. Jest zdeterminowana, by uchronić je od zamknięcia dzięki swojej kreatywności i ciężkiej pracy. Jej miłość do morskich stworzeń nie zna granic jest powszechnie znana jako fanka wszelkich wodnych zwierząt. Mieszka ze swoimi dziadkami, gdyż jej rodzice zmarli, gdy była małym dzieckiem. Po zamknięciu Gama Gamy ukończyła szkołę i trafiła do akwarium Tingarla, dzięki rekomendacji jej dziadka. Została przydzielona do działu PR i marketingu, a wicedyrektor nadał jej pseudonim „plankton”.
Fūka Miyazawa (jap. 宮沢 風花 Miyazawa Fūka)
Seiyū: Rikako Aida 
Była idolka, zrezygnowała ze swoich marzeń ze względu na innego członka zespołu i wyjechała do Okinawy. Zdobyta uprzednio sława nieraz jej przeszkadzała, jedna w akwarium Gama Gama szybko odnalazła swoją bezpieczną przystań i nową pasję. Po jego zamknięciu wróciła do swojego rodzinnego miasta Iwate. Mimo oferty zagrania roli w filmie i rozwoju w przemyśle rozrywkowym wróciła do Okinawy i zatrudniła się w Tingarli w jako opiekunka w departamencie wodnych zwierząt.
Tsukimi Teruya (jap. 照屋 月美 Teruya Tsukimi)
Seiyū: Azumi Waki 
Przyjaciółka Kururu z dzieciństwa. Pomaga swojej mamie w prowadzeniu małego bistro o nazwie „Kamee”. Ma przezwisko „Udon-chan” ze względu na to, że jej imię jednocześnie oznacza jeden z rodzajów udonu. Po ukończeniu szkoły pracowała na pół etatu w bistro „Ohana” jako stażystka, zostawiając opiekę nad „Kamee” swojej mamie.
Karin Kudaka (jap. 久高 夏凛 Kudaka Karin)
Seiyū: Lynn 
Pracownica biura, jej zadaniem jest działanie na rzecz zwiększenia liczby turystów odwiedzających miasto. Jest blisko zaznajomiona z Kururu i szybko zaprzyjaźniła się z Fūką. Po zamknięciu Gama Gama zdecydowała się zmienić pracę i trafiła do tego samego departamentu, co Kururu, w Tingarli.
Kai Nakamura (jap. 仲村 櫂 Nakamura Kai)
Seiyū: Shimba Tsuchiya 
Przyjaciel Kururu z dzieciństwa. Często pomagał jej ojcu – rybakowi – i zdecydował się zatrudnić w akwarium, by pomóc Kururu i uchronić Gama Gamę od zamknięcia. Po ukończeniu szkoły trafił razem z Kururu do Tingarli do departamentu wodnych stworzeń. Jest silnie sugerowane w serii, że żywi do Kururu mocne uczucie. Ma młodszą siostrę o imieniu Maho.
Kūya Yakamashi (jap. 屋嘉間志 空也 Yakamashi Kūya)
Seiyū: Yōhei Azakami 
Pracownik akwarium Gama Gama. Zimny i zdystansowany, często narzeka na ogrom zadań nałożony na niego przez Kururu. Kocha swoją pracę, choć rzadko to okazuje. Z powodu dawnych zaszłości nie radzi sobie z kobietami i częściej widać go pełnego energii wśród przyjaciół i przy alkoholu. Po zamknięciu akwarium Gama Gama został, według rekomendacji dyrektora, przeniesiony do Tingarli.

### Pracownicy Tingarla Aquarium
Chiyu Haebaru (jap. 南風原 知夢 Haebaru Chiyu)
Seiyū: Yui Ishikawa 
Jedna z pracownic akwarium, szkoliła się w Gama Gama, które zostało zamknięte. Musząc ciągle znosić uprzedzenia ze strony Kururu doszła do wniosku, że szkolenia w Gama Gama są nieefektywne, szczególnie, że włożyła niezliczone godziny w to, by dostać wymarzoną pracę. Później przeniosła się do innej placówki. W ciągu serii okazało się, że jej desperacja w stosunku do pracy wzięła się z dawnej traumy, gdy straciła posadę nie będąc w stanie pogodzić ze sobą pracy zawodowej i samotnego wychowywania dziecka.
Kaoru Shimabukuro (jap. 島袋 薫 Shimabukuro Kaoru)
Seiyū: Yui Ishikawa 
Opiekunka ryb w akwarium Tingarla, studiowała razem z Chiyu. Ze względu na jej chłopięcy wygląd i styl bycia często jest mylona z mężczyzną. Jej pasją są kwestie związane ze środowiskiem, zostaje wybrana na specjalny kurs szkoleniowy na Hawajach.
Akari Maeda (jap. 真栄田 朱里 Maeda Akari)
Seiyū: Kiyono Yasuno 
Studentka dorabiająca sobie pracą na pół etatu w akwarium Tingarla. Ma przyjazne usposobienie.
Marina Yonekura (jap. 米倉 マリナ Yonekura Marina)
Seiyū: Nao Tōyama 
Przyjazna opiekunka pingwinów. Ma wenezuelskie pochodzenie, z powodu trudności w posługiwaniu się językiem japońskim wybrała pracę w akwarium, by nie musieć rozmawiać.
Eiji Higa (jap. 比嘉 瑛士 Higa Eiji)
Seiyū: Yūsuke Nagano 
Po ukończeniu szkoły dostał prace w akwarium Tingarla jako hodowca ryb. Uwielbia morskie stworzenia, często porównuje z nimi ludzi dookoła siebie.
Akira Hoshino (jap. 星野 晃 Hoshino Akira)
Seiyū: Masaki Terasoma 
Dyrektor akwarium Tingarla pochodzący z Hawajów, znajomy dziadku Kukuru. Ma bardzo radosne usposobienie.
Tetsuji Suwa (jap. 諏訪 哲司 Suwa Tetsuji)
Seiyū: Satoshi Hino 
Twardy i rzeczowy wicedyrektor. Pracuje w dziale sprzedaży i niemal nie okazuje emocji. Był kiedyś bankierem.
Bondo Garandо̄ (jap. 雅藍 洞凡人 Garandо̄ Bondo)
Seiyū: Shūhei Sakaguchi 
Kierownik hodowli, spokojny i przyjazny, w kontraście do poważnego podejścia wicedyrektora w godzinach pracy.

### Pozostali
Ojii (jap. おじい Ojī)
Seiyū: Hiroshi Yanaka 
Dyrektor Gama Gama Aquarium i dziadek Kururu. Kiedy przejmował akwarium nie miał pojęcia, co zrobić z tym miejscem. Rozważał, czy zakończyć ten interes, czy też pozwolić Kururu, by spróbowała je ożywić.

## Anime
The Aquatope on White Sand zostało zapowiedziane 15 stycznia 2021 roku. Serię wyreżyserował Toshiya Shinohara do scenariusza Yūko Kakihary. Za projekt postaci odpowiadali U35 oraz Yuki Akiyama, natomiast muzykę skomponował Yoshiaki Dewa. Anime ukazywało się w okresie od 9 czerwca do 17 grudnia 2021 roku na stacji Tokyo MX i innych. Pierwszą czołówkę serii, Sway, Seven Colors (jap. たゆたえ、七色 Tayutae, Nanairo), wykonuje grupa wokalna Arcana Project, natomiast tyłówkę Moon Ocean's Cradle (jap. 月海の揺り籠 Tsukiumi no Yurikago) śpiewa Mia Regina. Arcana Project wykonuje również drugą czołówkę, What We Sing in the Unstoppable Tide (jap. とめどない潮騒に僕たちは何を歌うだろうか Tomedonai Shiosai ni Bokutachi wa Nani o Utau darō ka), natomiast Risa Aizawa z grupy idolek Dempagumi.inc śpiewa drugą tyłówkę New Moon's Da Capo (jap. 新月のダ・カーポ Shingetsu no Da Capo). Licencję na emisję anime poza Azją posiada Crunchyroll, natomiast w południowej i południowo-wschodniej Azji za dystrybucję odpowiada Muse Communication. Ukazały się łącznie 24 odcinki. 

## Odbiór
Seria zebrała pozytywne recenzje. David Lynn z serwisu Collider pochwalił jej szczery wydźwięk, pokazujący w przypadku Fūki autentyczne poczucie zagubienia i próby znalezienia czegoś, do czego można się przywiązać. Pochwalił także kreację Kukuru mówiąc, że reprezentuje poczucie dążenia do niejasnej przyszłości, której się pragnie, ale której nie można do końca zdefiniować. Podsumował on swój wywód stwierdzeniem, że serial oddaje poczucie bycia pomiędzy etapami życia, bycie zagubionym, ale szukającym.
Mercedez Clewis, recenzując pierwsze dwa odcinki serialu dla serwisu Anime News Network, napisała, że jej się one podobały, wierząc ponadto, że serial może dostarczyć kombinację różnych elementów mając duży potencjał na przyszłość. Przyznała, że ma on potencjał, aby być jednym z najpiękniejszych nowych seriali w tym sezonie i zgodziła się, że seria nosi cechy yuri. W swoich recenzjach odcinków 3–5 chwaliła magiczny realizm serialu, uchwycenie życia w wiejskiej części Japonii, oraz doceniła optymistyczną, dobrze wykonaną historię przy odrobinie dziwactwa występujących postaci. 
Christy Gibbs z CBR argumentowała, że serial twardo opiera się na tematach takich jak ekologia i zrównoważony rozwój, a samo akwarium odgrywa dużą rolę w tej narracji.